# Temnocerus aeratus
Temnocerus aeratus là một loài bọ cánh cứng trong họ Rhynchitidae. Loài này được Say miêu tả khoa học năm 1831.